# حاتم آباد (مقاطعة دلفان)
حاتم‌آباد (بالفارسية: حاتم‌آباد) هي قرية تقع في قسم ميربغ الشمالي الريفي (مقاطعة دلفان) في إيران. يقدر عدد سكانها بـ 81 نسمة .